# Tomáš Chmela
Tomáš Chmela (* 8. dubna 1983 Zlín) je český politik, archeolog a spisovatel, od roku 2024 zastupitel a náměstek hejtmana Zlínského kraje, od roku 2018 starosta města Slavičín na Zlínsku, člen hnutí STAN.

## Život
Do roku 1998 navštěvoval Základní školu Slavičín, poté studoval na Gymnáziu J. A. Komenského v Uherském Brodě, kde odmaturoval v roce 2002. V roce 2008 dokončil obor pravěká a raně středověká archeologie na Univerzitě Karlově v Praze a získal titul Mgr.
Po studiu působil jako vysokoškolský pedagog na Ústavu pro archeologii Filozofická fakulta Univerzity Karlovy. Zaměřoval se na regionální historii území Ploštiny a Klášťova, kde se účastnil archeologických průzkumů pod vedením dr. Jiřího Kohoutka.  
Je potomkem rodu Chmelů z dědičného fojství v Hostětíně.
O osudu osob zaniklé osady Ploština napsal knihu Ploština - Příběh psaný ohněm, podílel se na sepsání mnoha regionálních historických publikací obcí Vlachovice, Vlachova Lhota, Újezd, Drnovice, Vysoké Pole, ale také Mikroregionu Ploština a Zámeckého parku ve Slavičíně. 
Od roku 2009 působil ve Sdružení místních samospráv České republiky, nejdříve jako tajemník, poté jako výkonný ředitel, dnes místopředseda. Působí jako předseda Pracovní skupiny pro strategický rozvoj a inovace a člen dalších pracovních skupin (např. dotace a mezinárodní vztahy, služby na venkově, životní prostředí a zemědělství).  
Tematikou dotací se zabývá také v odborných publikacích.  
Tomáš Chmela žije ve městě Slavičín na Zlínsku. Mezi jeho záliby patří historie a turistika.

## Politické působení
V komunálních volbách v roce 2006 kandidoval jako nestraník za hnutí Nestran. na kandidátce subjektu „Nestraníci pro zdravé město“ do Zastupitelstva města Slavičín, ale neuspěl. Zvolen byl až ve volbách v roce 2018 jako nezávislý na kandidátce subjektu „PROBUDÍME SLAVIČÍN!“ (tj. nezávislí kandidáti a hnutí STAN). Na konci října 2018 se navíc stal i novým starostou města, když vystřídal po dlouholetém působení Jaroslava Končického.
V průběhu volebního období 2018 až 2022 vstoupil do hnutí STAN a stal se více politicky aktivním. V roce 2023 byl zvolen za předsedu krajského výboru STAN ve Zlínském kraji. V krajských volbách v roce 2020 kandidoval již jako člen hnutí STAN z 8. místa do Zastupitelstva Zlínského kraje, ale neuspěl (stal se druhým náhradníkem). Ve volbách do Poslanecké sněmovny PČR v roce 2021 kandidoval jako člen hnutí STAN na 14. místě kandidátky koalice Piráti a Starostové ve Zlínském kraji, zvolen však nebyl.
V komunálních volbách v roce 2022 byl z pozice člena hnutí STAN lídrem kandidátky subjektu „PROBUDÍME SLAVIČÍN“ (tj. nezávislí kandidáti a hnutí STAN) do Zastupitelstva města Slavičín. Mandát zastupitele se mu podařilo obhájit a v říjnu 2022 byl po druhé zvolen starostou města. V komunální politice se snaží prosazovat moderní způsob práce podložený daty, zaměřuje se na chytré technologie a dotační politiku.
Na jaře 2024 se stal z pozice člena hnutí STAN lídrem koaliční kandidátky „Starostové pro Zlínský kraj s podporou TOP 09 a ZVUK 12“ pro krajské volby v září 2024 ve Zlínském kraji. Mandát krajského zastupitele se mu podařilo získat. V listopadu 2024 se pak stal 1. náměstkem hejtmana pro strategický rozvoj kraje, dotace a venkov.
Ve sněmovních volbách v roce 2025 kandiduje na 22. místě kandidátní listiny hnutí STAN ve Zlínském kraji.

## Filantropie

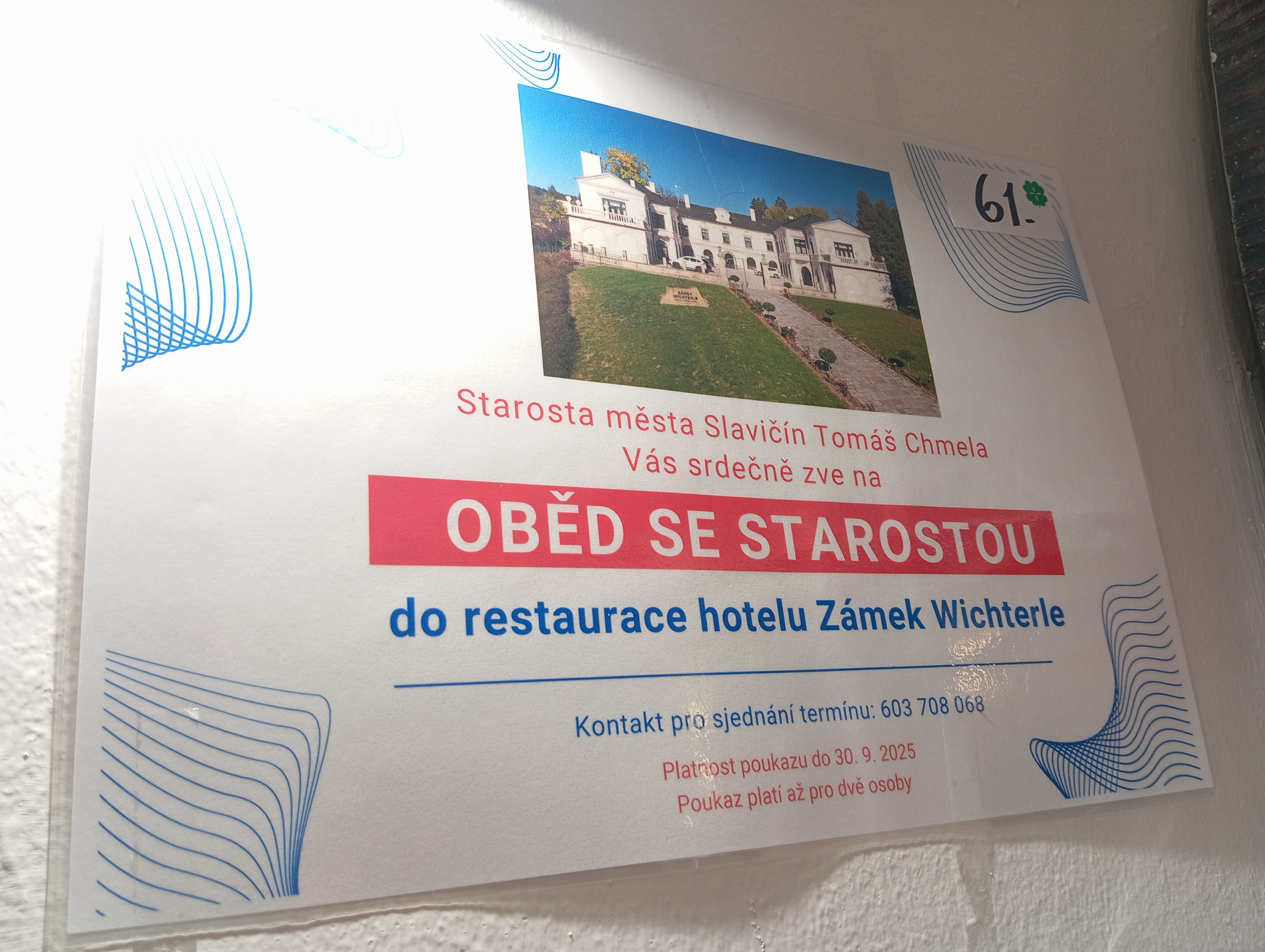
Voucher s pozvánkou na „Oběd se starostou“ jako cena pro tombolu na Plese Cantare ve Slavičíně

Tomáš Chmela díky činnosti RE-USE centra Cirkula ve Slavičíně předal výnos z darovaných příspěvků slavičínské nemocnici na pořízení nového polohovacího lůžka pro pacienty. Současně podporuje i místní kulturu, například tím, že v lednu 2025 poskytl neobvyklý dar do tomboly při Plesu Cantare.